# Bung jezik
Bung jezik (ISO 639-3: bqd), danas možda izumrli jezik kojim je govorili svega 3 osobe 	(1995 B. Connell) u Kamerunskom selu Boung na platou Adamawa. Možda je varijanta jezika kwanja. Stanovnici sela danas govore kawnja jezikom [knp].

## Vanjske poveznice
- Ethnologue (14th)
- Ethnologue (15th)